# Азару, Валид
Валид Азару (араб. وليد أزارو‎; родился 11 июня 1995, Айт Меллул, Марокко) — марокканский футболист, нападающий клуба «Аджман» и сборной Марокко.

## Клубная карьера
Азару начал карьеру в клубе «Дифаа». В 2015 году он дебютировал в чемпионате Марокко. Летом 2017 года Валид перешёл в египетский «Аль-Ахли». 6 августа он дебютировал в чемпионате Египта. 16 сентября в поединке Лиги чемпионов КАФ против тунисского «Эсперанс» Азару забил свой первый гол за «Аль-Ахли». В своём дебютном сезоне он помог клубу выиграть чемпионат, Кубок Египта и выйти в финал Лиги чемпионов КАФ.

## Международная карьера
24 марта 2017 года в товарищеском матче против сборной Буркина-Фасо Азару дебютировал за сборную Марокко.

## Достижения
«Аль-Ахли» (Каир)
- Чемпион Египта: 2017/18
- Обладатель Кубка Египта: 2016/17